# Four Little Diamonds
Four Little Diamonds è un singolo del gruppo musicale britannico Electric Light Orchestra, pubblicato nel 1983 ed estratto dall'album Secret Messages.
Il brano è stato scritto e prodotto da Jeff Lynne.

## Tracce
- 7"

1. Four Little Diamonds
2. Letter from Spain